# Abraham Guillén
Abraham Guillén Melgar (16. března 1901 – 1985) byl peruánský fotograf a historik fotografie, který se specializoval na vědecké zaznamenávání kulturního dědictví. Při mnoha příležitostech spolupracoval s výzkumníky, jako byli mimo jiné José Sabogal, Jorge Muelle nebo José María Arguedas. V letech 1932–1973 vedl fotografická oddělení institucí jako Museo Nacional a Instituto Nacional de Cultura, dokumentoval imateriální i hmotné dědictví Peru a spolupracoval například s José Maria Arguedasem a dalšími kulturními osobnostmi.

## Životopis
Narodil se v Cuzcu jako syn Francisca Guilléna Zárate a Yrene Melgar. V roce 1932 založil fotografické oddělení v Museo Nacional v Limě a zahájil dokumentární práci pro kulturní instituce. V roce 1973 odešel do důchodu po čtyřicetileté službě ve státních institucích. Jeho sbírka fotografií je považována za nejranější vizuální záznam tradičních rituálů, oděvů a zvyků v Peru a sehrála klíčovou roli při formování moderní národní etnokulturní identity. Galerie dokumentuje tradiční tance, etnické skupiny, architekturu, archeologii a každodenní život v Peru 20. století.